# Cratere Lisa
Lisa  è un cratere sulla superficie di Venere.